# Antitype diluta
Antitype diluta là một loài bướm đêm trong họ Noctuidae.